# Acantholichen
Acantholichen — рід грибів родини Hygrophoraceae. Назва вперше опублікована 1998 року.
Містить єдиний вид Acantholichen pannarioides, виявлений в Коста-Риці.